# Benjamin Franklin High School (FHS)
Benjamin Franklin High School (FHS) est un lycée public du quartier de Highland Park, à environ sept miles au nord-est du centre-ville de Los Angeles, Californie, États-Unis. Il fait partie du Los Angeles Unified School District.
Créée en 1916 avec un effectif de 225 élèves, l'école accueille actuellement environ 1400 élèves.

## Personnalités diplômées de Franklin High School
- Alan Arkin
- Sammy Lee
- Bobby Riggs
- Richard "Humpty" Vission
- Franklin E. Roach
- Gene Roddenberry
- Jean Spangler
- Frenchy de Trémaudan